# وديع باحوط
وديع باحوط (ازدهر أوائل القرن 20) هو أديب مهجري وأحد أعضاء الرابطة القلمية الأوائل، وهي جمعية أدبية تُعنى بالأدب العربي في نيويورك. ويعتبر مع وليم كاتسليف وإلياس عطا الله أقل أعضاء الرابطة إنتاجًا أدبيًّا وشهرة. هاجر أواخر العهد العثماني من لبنان، كتب عشرات المقالات في جريدة السائح لعبد المسيح حداد التي أُسست عام 1912، وكتب بعد انضمامه للرابطة مقالًا وحيدًا وهو «البرغشة» نشره في العدد الممتاز من الجريدة، ونُشر هذا المقال لاحقًا في «مجموعة الرابطة القلمية». انتهج وديع باحوط الحركة الرومانسية، إلا أن آراءً متأخرة مثل رأي فواز طوقان تنسب توجهاته مع جبران خليل جبران وميخائيل نعيمة ونسيب عريضة وإيليا أبو ماضي للفكر الاشتراكي.

## أعماله
- مقالات في جريدة «السائح»
- مقال «البرغشة» في «مجموعة الرابطة القلمية» (وقد نُشر مُسبقًا في في العدد الممتاز من «السائح»)

## مقتطف من مقال البرغشة
| وديع باحوط | سمعت برغشة تطن طالبة طعامًا من دمي، فأومأت إليها أت تفصد مخلوقا غيري، ولكنها أبت أن تعيرتي انتباهًا، وأصرت على طلبها فقلت في نفسي «وجادلهم بالتي هي أحسن» فكررت لها الإشارة أن تسعى وراء رزقها من غير هذا الباب، وأفهمتها بالحسنى وبألطف الإيماء خطر الطريق فما كان ذلك إلا ليزيدها عنادًا وإقدامًا. وظلت توالي هجماتها حتى تناولتني بلذعة أكسبتها غذاء دقيقتها وعلمتني بالمحسوس أن البعوضة تستطيع أن تسطو على الأسد. ملأت هذه البرغشة أفكاري، فصرتُ إن أكلتُ أتخليها تأكل مريئًا من صفحتي، وإن شربَت أتصورها تشرب هنيئًا من كاسي، وإن مشيتُ أتأملها، تجد في أثري لتحتل أرضًا جيدة من جسمي، أو جئتُ في السوق المزدحمة بالإقدام تراءت لي كأنها تقفز من شفة رجل إلى خذ غانية، ومن ذنب حصان إلى عثنون إنسان. | وديع باحوط |